# Klaus-Peter Wiedmann

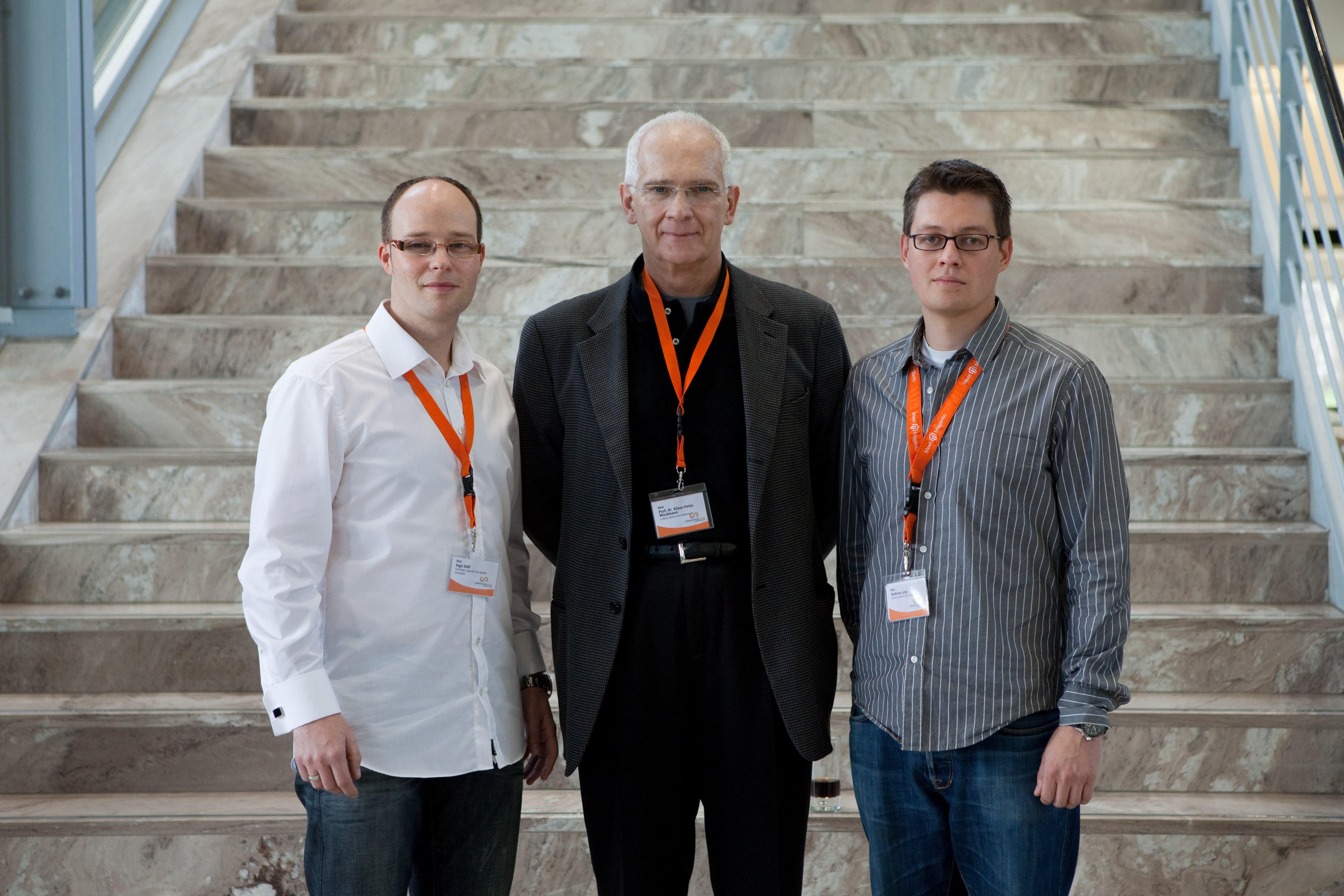
Klaus-Peter Wiedmann (Mitte) auf dem ConventionCamp 2009

Klaus-Peter Wiedmann (* 3. Juli 1952 in Stuttgart) ist ein deutscher Wirtschaftswissenschaftler. Seit 1994 ist er Professor an der Leibniz Universität Hannover und Direktor des Instituts für Marketing und Management (M2). Innerhalb der Marketingwissenschaft kümmerte er sich insbesondere um die Entwicklung des Konzepts eines gesellschaftsorientierten Marketing (GOM-Konzept).

## Leben und Karriere
Klaus-Peter Wiedmann studierte Betriebswirtschaftslehre, Psychologie und Soziologie an den Universitäten Stuttgart und Mannheim. Im Anschluss nahm er eine Tätigkeit als wissenschaftlicher Mitarbeiter bei Hans Raffée am Institut für Marketing der Universität Mannheim auf. Nach der Promotion zum Dr. rer. pol. im Jahre 1992 wurde Klaus-Peter Wiedmann an der betriebswirtschaftlichen Fakultät der Universität Mannheim habilitiert. Anschließend folgte er einem Ruf als ordentlicher Professor an die Leibniz Universität Hannover, wo er seit dem 1. August 1994 Inhaber des Instituts für Marketing und Management (M2) ist.
Von April 1996 bis März 1997 bekleidete Klaus-Peter Wiedmann das Amt des Dekans des Fachbereichs Wirtschaftswissenschaften der Leibniz Universität Hannover und anschließend von April 1997 bis März 1999 das Amt des Pro-Dekans. Seit Juli 1996 ist er Vorsitzender des Vorstandes des Fördervereins Fakultät Wirtschaftswissenschaften (FFW).
Vor seinem Wechsel an die Leibniz Universität Hannover war er einige Zeit als Unternehmensberater tätig. Anfang der 80er Jahre gründete und leitete er das Institut für strategische Unternehmensführung und gesellschaftsorientiertes Marketing, ISUMA. Seit August 1994 ist er Vorsitzender des wissenschaftlichen Beirates der ISUMA Consulting GmbH. Auch heute ist Wiedmann noch teilweise auf dem Gebiet der Unternehmensberatung aktiv, so z. B. als Aufsichtsratsvorsitzender der wob AG, als Deutschland-Direktor des Reputation Institute sowie als Vize-Direktor der Academy of Global Business Advancement (AGBA).
Weiterhin war und ist Klaus-Peter Wiedmann im Rahmen von Public Private Partnerships an dem Aufbau verschiedener Kompetenz-Zentren beteiligt. Diese verfolgen vor dem Hintergrund der sehr unterschiedlichen Anwendungsgebiete eines modernen Marketing-Managements allesamt das Ziel einer engen und fruchtbaren Vernetzung zwischen Marketingwissenschaft und Marketingpraxis.

## Forschungsschwerpunkte
Die thematischen Forschungsschwerpunkte von Klaus-Peter-Wiedmann liegen in den Bereichen Strategisches Marketing, Internationales Management, Markenmanagement, Kundenverhalten und Marketingforschung, Technologiemanagement, Innovationsmanagement, Corporate Identity, Corporate Reputation und Marketing-Controlling.

## Gutachterliche Tätigkeiten
Klaus-Peter Wiedmann ist Mitglied der Editorial Boards des Corporate Reputation Review, des Journal for International Business and Entrepreneurship Development, des Journal for Global Business Advancement, des Journal of Global Business Advancement und des Journal of Customer Behaviour.

## Ausgewählte Schriften
- K.-P. Wiedmann: Rekonstruktion des Marketingansatzes und Grundlagen einer erweiterten Marketingkonzeption. Stuttgart 1993, ISBN 3-476-46021-5.
- K.-P. Wiedmann (Hrsg.): Fundierung des Marketing – Verhaltenswissenschaftliche Erkenntnisse als Grundlage einer angewandten Marketingforschung. Wiesbaden 2004, ISBN 3-8244-8035-2.
- K.-P. Wiedmann, H. Buxel, T. Frenzel, G. Walsh (Hrsg.): Konsumentenverhalten im Internet: Konzepte – Erfahrungen – Methoden. Wiesbaden 2004, ISBN 3-409-12576-0.
- K.-P. Wiedmann, Nadine Hennings (Hrsg.): Luxury Marketing. Springer Gabler, Wiesbaden 2013, ISBN 978-3-8349-4398-9.